# Römyrtjärnen
Römyrtjärnen är en sjö i Bollnäs kommun i Hälsingland och ingår i Norralaåns huvudavrinningsområde. Sjön är 3,5 meter djup, har en yta på 0,01 kvadratkilometer och befinner sig 182 meter över havet.